# 데인저 마우스 (2015년 애니메이션)
《데인저 마우스》(영어: Danger Mouse)는 2015년 9월 28일부터 2019년 3월 5일까지 CBBC에서 방영된 영국의 텔레비전 애니메이션이다. 1981년 9월 28일부터 1992년 3월 19일까지 ITV에서 방영된 동명의 텔레비전 애니메이션을 리메이크한 작품이기도 하다.

## 영어 외모
- 알렉산더 암스트롱 - 데인저 마우스
- 케빈 엘든 - 펜 폴드